# Bolgar
Bolgar (en russe : Болгар ; en tatar : Болгар, Bolğar) est une ville de la république du Tatarstan, en Russie, et le centre administratif du raïon de Spassk. Sa population s'élevait 8 571 habitants en 2017. Les vestiges de la ville médiévale dénommée Gorodichtché de Bolgar sont inscrits au patrimoine mondial de l'UNESCO depuis 2014.

## Géographie
Bolgar se trouve sur la rive gauche de la Volga. Elle est située à
- 90 km — 192 km par la route — au sud de Kazan ;
- 83 km — 124 km par la route — au nord-est d'Oulianovsk ;
- 727 km — 1 014 km par la route — à l'est de Moscou[2].

## Histoire
La ville historique de Bolgar, appelée Gorodichtché de Bolgar, est située à proximité. Du VIIIe au XVe siècle, elle fut la capitale des Bulgares de la Volga. Bolgar fut aussi la première capitale de la Horde d'or au XIIIe siècle (Ulus bulgare). Le site du Gorodichtché de Bolgar a été classé par l'UNESCO en 2014 et permet de retrouver les douves de la ville et ses murailles, une ancienne mosquée, un minaret et plusieurs mausolées, des bains publics, des vestiges du palais et du sanctuaire du Khan.
La ville moderne a été fondée en 1781. Elle s'est appelée Spassk jusqu'en 1926, puis Spassk-Tatarski et enfin Kouïbychev, en 1935, en l'honneur de Valerian Kouïbychev. En 1953, la ville a été transférée plus près de la ville historique de Bolghar en raison de la construction du réservoir de Kouïbychev, qui doit submerger l'ancienne Spassk. En 1991, la nouvelle ville a été renommée Bolgar.
Depuis 2010, un fonds a été créé et a réalisé et financé des travaux à grande échelle pour la mise en valeur de la culture tatare et de la religion musulmane à Bolgar. On lui doit notamment la mosquée blanche de la ville.

## Population
Recensements (*) ou estimations de la population
| 1856  | 1897* | 1926* | 1939* | 1959* | 1970* | 1979* |
| ----- | ----- | ----- | ----- | ----- | ----- | ----- |
| 1 500 | 2 770 | 3 537 | 6 200 | 7 023 | 7 231 | 8 383 |

| 1989* | 2002* | 2010* | 2014  | 2015  | 2016  | 2017  |
| ----- | ----- | ----- | ----- | ----- | ----- | ----- |
| 8 397 | 8 655 | 8 650 | 8 606 | 8 542 | 8 563 | 8 571 |